# Îlots de Mursetta
Les îlots de Mursetta (Isulotti di a Mursetta en langue corse) sont un petit groupe d'îles baignées par la mer Méditerranée, situées sur la commune de Calenzana dans le département de la Haute-Corse et la collectivité territoriale de Corse.

## Géographie
Les îlots de Mursetta sont situés à l'extrémité sud-ouest de la commune de Calenzana en Balagne, de part et d'autre de la pointe côtière Punta di a Mursetta dont ils ont emprunté le nom.
Punta di a Mursetta ferme au Nord la baie de Crovani qui est fermée à l'autre extrémité par la pointe Ferraghiola.
Ils sont formées par :
- l'ilôt Nord de Mursetta, d'une superficie de 8 295 m2 et haut de 23 m, éloigné d'une quinzaine de mètres du continent corse
- un petit groupe de îlots et récifs dont l'îlot Sud, le plus important, est haut de 16 m et est éloigné de 200 m environ de la côte corse.

## Géologie
Ces îlots rocheux péri-corses sont de faible superficie. Modestes, ils ne présentent aucune trace d'occupation par l'homme. Ils n'ont jamais été prospectés pour leur nombre de taxons de plantes vasculaires comme l'ont été une cinquantaine d'autres îlots. D'ailleurs, seul l'îlot Nord de Mursetta est repris dans la liste des îlots de Corse dressée par G. Paradis (2004).
Ils présentent un habitat d'îlots, bancs rocheux et récifs, soit un couvert de végétation rase, typique des zones littorales très exposées aux vents violents chargés d'embruns et dont les sols sont assez souvent squelettiques avec de nombreux affleurements rocheux.

## Environnement

### Natura 2000
Les îlots de Mursetta se trouvent dans le site naturel du réseau Natura 2000 appelé « Cap rossu, Scandola, Pointe de la Reveletta, Canyon de Calvi », classé en zone de protection spéciale.

### ZNIEFF
Les îlots de Mursetta font partie de la zone naturelle d'intérêt écologique, faunistique et floristique (2e génération) appelée « ZNIEFF : Côte rocheuse et falaises maritimes de Capu Cavallu ». Cette zone présente entre autres, un habitat de pentes rocheuses siliceuses avec végétation chasmophytique (Code Natura 2000 : 8220) bien représenté du Capu di a Mursetta au Capo Cavallo.
Localisé sur la côte rocheuse occidentale entre Calvi et Galéria, le site de Capu Cavallu s'étend sur plus de quinze kilomètres de longueur, entre la presqu’île de la Revellata et la Baie de Crovani. Ce site offre un ensemble d'intérêts floristique, faunistique, écologique ainsi que paysager.